# Lucien Arnault

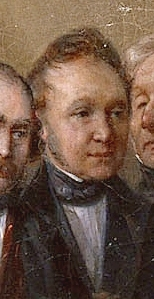
Porträt von Lucien Arnault (1847)

Lucien-Émile Arnault, bekannt als Lucien Arnault (* 1. Oktober 1787 in Versailles; † 24. April 1863 in Paris), war ein französischer Staatsbeamter und Dramatiker.

## Biographie
Lucien Arnault war erstgeborener Sohn von Antoine-Vincent Arnault, der der Taufpate von Ludwig XVIII. war. Wiederum Lucien Bonaparte war Lucien Arnaulds Taufpate, so dass familiär eine enge Verbindung in die höchsten Adelskreise bestand, was seine Karriere sehr begünstigte.
Arnault besuchte zuerst das Collège Sainte-Barbe und studierte dann an der Prytanée national militaire. Es folgte ein Jurastudium, das er erfolgreich abschloss. Seine erste Stellung trat er 1808 an. Er wurde beim Conseil d’État als Wirtschaftsprüfer eingestellt. Nach zwei Jahren wurde er im Zuge der Koalitionskriege zum Leiter der Finanzverwaltung der Illyrischen Provinzen. Seine nächste Station war Unterpräfekt in Châteauroux und schließlich während der Herrschaft der Hundert Tage bekleidete er den Rang des Präfekten des Département Ardèche. 
Nach Napoleons Sturz begab er sich im Jahr 1815 zusammen mit seinem Vater ins Exil, kehrte aber bereits nach drei Jahren zurück nach Frankreich. Es verschlug ihn in die Auvergne, wo er seine literarischen Arbeiten begann. Dort schuf er dann auch sein gesamtes literarisches Werk.
Die Restauration unterbrach sein Tun, denn er wurde erst zum Präfekten des Département Saône-et-Loire berufen und später ins Département Meurthe-et-Moselle versetzt. 1848 endete seine Karriere durch die Februarrevolution endgültig. Arnault ging in den Ruhestand und zog sich vollständig in sein Privatleben zurück.

## Privates
Über Arnaults Privatleben ist wenig bekannt. Nur dieses: Verheiratet war er mit der Tochter von Joseph Cornudet des Chaumettes, mit der er eine Tochter hatte.

## Bühnenstücke (Auszug)
- Pierre de Portugal, Tragödie, Comédie-Française, 1823
- Régulus, Tragödie, Comédie-Française, 1825
- Le derniere jour de Tibère, Tragödie, Comédie-Française, 1828
- Catherine de Médicis aux États de Blois, Historiendrama, Odéon – Théâtre de l’Europe, 1829
- Gustave-Adolphe ou la Bataille de Lutzen, Tragödie, Comédie-Française, 1830